# Stuart Hamm
Stuart "Stu" Hamm (nascido em 8 de Fevereiro de 1960) é um baixista americano, conhecido por seus trabalhos em estúdio e ao vivo com diversos artistas, dentre eles Steve Vai, Frank Gambale e Joe Satriani.
Ele também é um dos idealizadores do projeto Bx3.

## Biografia
Nascido em Nova Orleans, Hamm passou sua infância e juventude em Champaign, Illinois , onde estudou baixo e piano, tocou na banda de palco da Champaign Central High School e foi selecionado para a Illinois All-State Band. Hamm se formou na Hanover High em Hanover, New Hampshire em 1978, enquanto morava em Norwich, Vermont . Após o colegial, frequentou o Berklee College of Music em Boston , onde conheceu o guitarrista Steve Vai e, por meio dele, conheceu Joe Satriani . Hamm tocou baixo no álbum solo de estreia de Vai, Flex-Able , lançado em 1984.
Hamm já tocou e gravou com Steve Vai, Frank Gambale, Joe Satriani e muitos outros guitarristas respeitados.. Foi sua apresentação ao vivo em turnê com Satriani que trouxe as habilidades de Hamm à atenção nacional. As gravações subsequentes com Satriani e outros artistas de rock / fusion, junto com o lançamento de suas próprias gravações solo, solidificaram sua reputação como baixista e intérprete

## Estilo
O primeiro álbum solo de Hamm, Radio Free Albemuth, inspirado no romance de Philip K. Dick de mesmo nome, foi lançado em 1988.. Nele, Hamm demonstrou suas habilidades em uma série de composições originais abrangendo uma variedade de gêneros, incluindo fusão , country e clássico. Em peças solo como "Country Music (A Night in Hell)", ele demonstra sua proficiência em tapa e tapping com as duas mãos, bem como a habilidade de fazer o baixo imitar os sons de uma ampla gama de instrumentos; desde então, a peça tornou-se uma popular peça ao vivo. No mesmo álbum, ele executa um arranjo de "Moonlight Sonata" de Beethoven
No início de sua carreira, Hamm foi associado aos baixos Factor de Philip Kubicki. Mais tarde, os instrumentos musicais da Fender produziram dois modelos de baixos elétricos exclusivos projetados e endossados pelo próprio Hamm, o primeiro modelo de baixo artístico já feito pela Fender : o "Urge Bass" e o upgrade "Urge II Bass" com um afinador D-Drop. As características incluem um corpo de amieiro elegante, um braço de bordo reforçado com grafite com uma escala de pau-rosa de 2 oitavas, um par de bobinas individuais de Jazz Bass sem ruído de cerâmica dual-coil (braço / ponte), um captador humbucker de baixo de precisão de bobina dividida personalizada (meio) e um EQ ativo de 3 bandas com fonte de alimentação de 18V. Esses baixos foram descontinuados em 2010. Hamm tinha então seu próprio Washburnmodelos exclusivos desde 2011, o baixo acústico AB40SH e o Hammer, com captadores EMG, ponte / sintonizadores Hipshot e um EQ ativo de 3 bandas - seguido por uma versão sem trastes (SHBH3FLTSS) e a série Stuart Hamm Electric Bass, lançada em 20 de janeiro, 2012. Em 2014, ele mudou-se para baixos Warwick e começou a trabalhar em um modelo exclusivo baseado em seu Washburn com a forma de modelo Warwick Streamer.
As técnicas de tapa, estalo e tapping com as duas mãos de Hamm são demonstradas em suas gravações solo, bem como em seus vídeos de instrução, Slap, Pop & Tap For The Bass e Deeper Inside the Bass . Uma parte popular de sua apresentação ao vivo geralmente inclui um arranjo de tapping de duas mãos de "Linus and Lucy" de Vince Guaraldi (do especial de televisão de animação A Charlie Brown Christmas).
Desde março de 2011, Hamm tem se apresentado com "The Deadlies", banda doméstica do Creepy KOFY Movie Time da KOFY-TV .
Em julho de 2011, Hamm aceitou o cargo de Diretor de Programas de Bass no Musician's Institute em Hollywood, Califórnia. Nas últimas duas décadas, Hamm também fez turnês como um dos melhores baixistas do mundo.

## Discografia

### Álbuns Solo
- 1988 - Radio Free Albemuth
- 1989 - Kings of Sleep
- 1991 - The Urge
- 2000 - Outbound
- 2007 - Live Stu X2
- 2010 - Just Outside of Normal
- 2015 - The Book Of Light
- 2018 - The Diary of Patrick Xavier

### ComFrank Gambale
- The Great Explorers (1993)

### ComFrank Gambale and Steve Smith
- Show Me What You Can Do (1998)
- The Light Beyond (2000)
- GHS3 (2003)

### ComJoe Satriani
- Dreaming #11 (1988) -- Ice 9, Memories and Hordes of Locusts
- Flying in a Blue Dream (1989) -- Strange and The Bells of Lal (Part Two)
- Time Machine (1993) -- Disc One: Time Machine, The Mighty Turtle Head and All Alone. Disc Two: Circles, Lords of Karma and Echo
- Crystal Planet (1998) -- All Tracks except Time and Z.Z.'s Song
- Live in San Francisco (2001)
- Live In Paris: I Just Wanna Rock (2010)

### ComJoe Satriani,Eric Johnson, eSteve Vai
- G3 Live in Concert (1997) -- Tracks 1-3

### ComSteve Vai
- Flex-Able (1984)
- Passion and Warfare (1990)
- Fire Garden (1996) -- Track 3

### Com outros artistas
- Richie Kotzen, Richie Kotzen (1989)
- Michael Schenker Group, Arachnophobiac (2003)
- Working Man, a Rush tribute album, tracks #7, #10, #11 (1996)
- Yngwie Malmsteen, Ronnie James Dio, for Not The Same Old Song and Dance, an Aerosmith tribute album, track #6, "Dream On" (1999)
- George Lynch, Gregg Bissonette, and Vince Neil, for Bat Head Soup, an Ozzy Osbourne tribute album, track #9, "Paranoid" (2006)
- Caifanes (band) on the El nervio del volcán (album) on track #8 Quisiera Ser Alcohol.
- Adrian Legg, Mrs. Crowe's Blue Waltz (1992)
- Bill Lonero, "Slather" (2004)
- David Stockden, "Reflections of Themes" (2009)
- Thomas Tomsen, "Sunflickers" (2010)